# Gunnar Halle
Gunnar Halle (Larvik, 11 agosto 1965) è un allenatore di calcio ed ex calciatore norvegese, di ruolo difensore, tecnico dell'Hønefoss.
Ha giocato molti anni nel campionato inglese e nella nazionale norvegese, con la quale ha totalizzato 64 presenze e segnato 5 gol. Ha partecipato ai campionati mondiali di calcio del 1994 e del 1998.

## Carriera
Ha cominciato la sua carriera nella massima serie del campionato norvegese di calcio nel 1985, quando venne prelevato dal Larvik Turn. Diventato titolare, ha aiutato a vincere i campionati del 1986 e del 1989.
Nella primavera del 1991, viene acquistato dall'Oldham Athletic per 250.000 sterline. Le sue prestazioni gli valgono le attenzioni dei club più prestigiosi. Nell'inverno del 1996 il Leeds United lo compra per 500.000 sterline. La breve parentesi con il Wolverhampton Wanderers, chiude il suo periodo di permanenza in Inghilterra.
Finisce la carriera con il Lillestrøm. Nel 2009, è diventato il tecnico del Lyn Oslo. L'anno seguente, però, la società dichiarò bancarotta e Halle diventò assistente dell'allenatore Ole Gunnar Solskjær al Molde.

## Palmarès

### Giocatore

#### Club
- Campionato norvegese: 2

Lillestrøm: 1986, 1989
- Coppa di Norvegia: 1

Lillestrøm: 1985

#### Individuale
- Gullklokka

1990

### Allenatore

#### Competizioni nazionali
- 3. divisjon: 1

Hønefoss: 2024 (gruppo 6)